# Lista zabytków w prowincji Santa Cruz
Poniższa lista prezentuje zabytki Argentyny w prowincji Santa Cruz.
| Nazwa                     | Typ                        | Miejscowość                                     | Departament       | Współrzędne                                     | Zdjęcie |
| ------------------------- | -------------------------- | ----------------------------------------------- | ----------------- | ----------------------------------------------- | ------- |
| Balcón de Roca            | zabytek historii narodowej | Río Gallegos                                    | Güer Aike         | 51°37′23,6″S 69°12′40,9″W/-51,623219 -69,211350 |         |
| Catedral de Río Gallegos  | zabytek historii narodowej | Río Gallegos                                    | Güer Aike         | 51°37′22,4″S 69°13′00,8″W/-51,622878 -69,216900 |         |
| Colegio María Auxiliadora | zabytek historii narodowej | Río Gallegos                                    | Güer Aike         | 51°37′26,0″S 69°12′35,6″W/-51,623897 -69,209889 |         |
| Cueva de las Manos        | zabytek historii narodowej | Dolina Río Pinturas na północ od Bajo Caracoles | Lago Buenos Aires | 47°09′21,9″S 70°39′27,3″W/-47,156092 -70,657592 |         |
| Ujście Río Gallegos       | miejsce historyczne        | Río Gallegos                                    | Güer Aike         | 51°35′48,9″S 68°58′23,7″W/-51,596908 -68,973256 |         |
| Fuerte de Puerto Deseado  | miejsce historyczne        | Puerto Deseado                                  | Deseado           | 47°45′19,4″S 65°53′17,3″W/-47,755397 -65,888125 |         |
| Isla Pavón                | miejsce historyczne        | Comandante Luis Piedrabuena                     | Corpen Aike       | 49°59′57,3″S 68°55′18,1″W/-49,999242 -68,921703 |         |
| Población Nombre de Jesús | miejsce historyczne        | Cabo Vírgenes                                   | Magallanes        | 52°19′56,6″S 68°24′09,7″W/-52,332392 -68,402694 |         |
| Puerto Santa Cruz         | miejsce historyczne        | Puerto Santa Cruz                               | Corpen Aike       | 50°01′10,8″S 68°30′38,6″W/-50,019653 -68,510725 |         |
| Puerto San Julián         | miejsce historyczne        | Puerto San Julián                               | Magallanes        | 49°18′01,8″S 67°43′13,8″W/-49,300503 -67,720506 |         |
| Ruinas de los Españoles   | miejsce historyczne        | Puerto San Julián                               | Magallanes        |                                                 |         |